# 蓝绍敏
蓝绍敏（1964年1月13日—），男，汉族，祖籍广东大埔，生于江苏南通，中华人民共和国政治人物。南京航空学院（现南京航空航天大学）自动控制系陀螺仪表与惯性导航专业毕业，在职研究生学历，博士学位。曾任中共贵州省委副书记，现任黑龙江省政协主席。

## 生平
1981年9月，蓝绍敏进入南京航空学院（现南京航空航天大学）自动控制系陀螺仪表与惯性导航专业学习，毕业后任共青团江苏省南通市启东县委副书记。1984年3月加入中国共产党，1985年7月参加工作。
1987年2月，蓝绍敏任中共南通市委组织部副科级组织员。1990年底，任南通市合成纤维厂党委副书记。1994年11月，任南通市色织一厂党委书记、常务副厂长。1996年10月，任中共南通市委组织部组织科科长。1998年2月，任中共南通市委组织部党政干部科科长。1998年4月，任中共南通市委组织部党政干部科科长、副处级组织员。1998年8月，任中共如皋市委副书记。1998年12月，兼任如皋市常务副市长。1999年12月，任如皋市人民政府代市长。2000年1月，当选如皋市人民政府市长。2000年12月，任中共如皋市委书记。2001年8月，任中共南通市委常委、如皋市委书记。2003年1月，任南通市委常委、副市长。2006年2月，任南通市委常委、常务副市长。
2011年4月，蓝绍敏任中共宿迁市委副书记。2011年5月，任宿迁市人民政府代市长。2012年1月，当选宿迁市人民政府市长。2013年2月，当选为第十二届全国人民代表大会代表。2013年2月，任中共宿迁市委书记。2014年1月，兼任宿迁市人大常委会主任。2014年7月，任中共泰州市委书记。2015年1月，兼任泰州市人大常委会主任。2017年3月，升任江苏省人民政府副省长，晋升为副部级。
2018年1月17日，蓝绍敏接替缪瑞林出任中共南京市委副书记、南京市江北新区管委会主任；1月19日被任命为南京市人民政府副市长、代市长；1月25日当选南京市人民政府市长，主持市政府全面工作，兼管财政、审计、机构编制、江北新区等方面工作。2018年2月，当选为第十三届全国人民代表大会代表。2019年9月，升任中共江苏省委常委，12日兼任中共苏州市委书记。
2020年9月18日，升任中共贵州省委副书记。
2022年1月，任贵州省人大常委会党组副书记、副主任。同年4月，不再担任中共贵州省委副书记、常委。
2023年1月，任黑龙江省政协党组书记。当月14日，当选黑龙江政协主席。